# Día de The Beatles
El día de The Beatles celebra el regreso triunfante de la banda británica de rock, The Beatles de su gira estadounidense a Liverpool el 10 de julio de 1964, justo a tiempo para la premier de su película A Hard Day's Night. Este día es considerado uno de los puntos de referencia en su ascenso a la fama, y desde 2008, su aniversario ha sido celebrado como el día de The Beatles en Liverpool y Hamburgo, las ciudades donde la banda sentó las bases para su estrellato. Otros optaron celebrar el «día de The Beatles» el 27 de febrero en los Estados Unidos para celebrar la belleza y paz de la música de los «fab fours» en el momento de la nueva estación de primavera.
Se rumoreaba que la UNESCO había declarado el 16 de enero como día internacional de The Beatles, cosa que fue desmentida horas después.